# Герб Можайська
Місто Можайськ Московської області Росії має власну символіку – герб та прапор. Сучасна версія герба ухвалена 16 січня 2007 року.

## Опис герба
У срібному полі чотири вежі з’єднані зубчастою стіною з наскрізною аркою посередині, з-за стіни по краях виходять дві башти, стіна та башти червлені, муровані сріблом. У вільній частині – герб Московської області.